# Consortium sénégalais d'activités maritimes

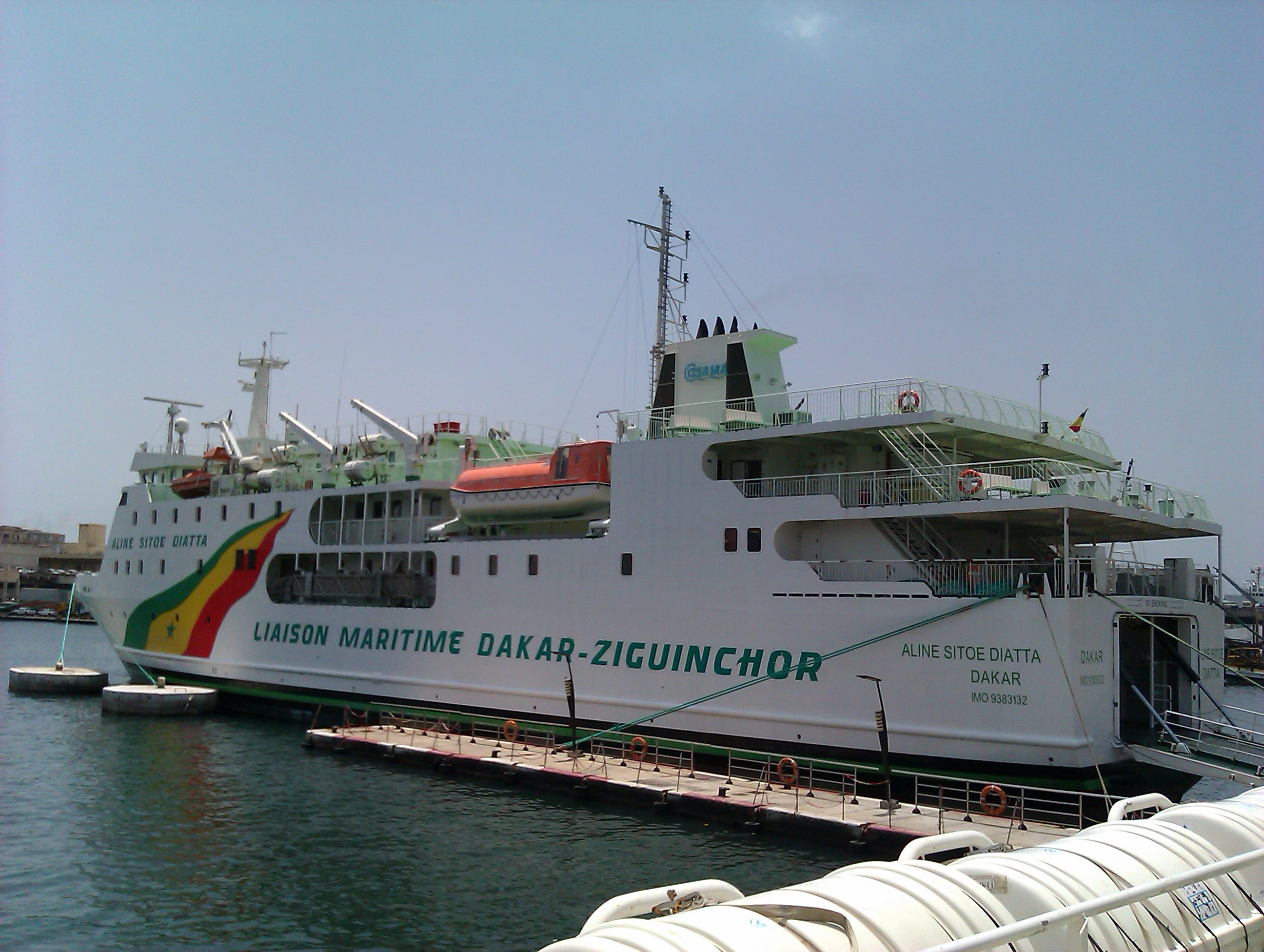
Le ferry Aline Sitoe Diatta à Dakar en 2011.

Le Consortium sénégalais d’activités maritimes (COSAMA) est une entreprise sénégalaise du secteur du transport maritime créée le 13 décembre 2007.

## Capital
Le capital du COSAMA est détenu par le groupe CCBM, le groupe Mritalia, le Conseil sénégalais des chargeurs et le Port autonome de Dakar.

## Liaisons
La compagnie exploite notamment la ligne de transport de passagers entre Dakar et Ziguinchor ; cette liaison a toutefois été interrompue entre juin 2023 et avril 2024,. Elle a également des activités de fret entre Ndakhonga et Dakar, en coopération avec la Corée du Sud.